# Nikaragua na Letnich Igrzyskach Olimpijskich 2016
Nikaragua na Letnich Igrzyskach Olimpijskich 2016 w Rio de Janeiro, reprezentowało 5 zawodników. Był to 13. start reprezentacji Nikaragui na letnich igrzyskach olimpijskich.

## Reprezentanci

### Lekkoatletyka
| Konkurencja             | Zawodniczka     | Runda 1  | Runda 1 | Runda 2  | Runda 2 | Półfinał | Półfinał | Finał    | Finał   |
| Konkurencja             | Zawodniczka     | Rezultat | Pozycja | Rezultat | Pozycja | Rezultat | Pozycja  | Rezultat | Pozycja |
| ----------------------- | --------------- | -------- | ------- | -------- | ------- | -------- | -------- | -------- | ------- |
| bieg na 1500 m mężczyzn | Erick Rodríguez | 4:00,30  | 15.     | NQ       | NQ      | NQ       | NQ       | NQ       | NQ      |

### Strzelectwo
| Zawodnik      | Konkurencja                     | Kwalifikacje | Kwalifikacje | Finał | Finał   |
| Zawodnik      | Konkurencja                     | Wynik        | Pozycja      | Wynik | Pozycja |
| ------------- | ------------------------------- | ------------ | ------------ | ----- | ------- |
| Rafael Lacayo | pistolet pneumatyczny, 10 m (m) | 569          | 39.          | NQ    | NQ      |

### Pływanie
| Zawodniczka         | Konkurencja                 | Eliminacje | Eliminacje | Półfinał | Półfinał | Finał | Finał   |
| Zawodniczka         | Konkurencja                 | Czas       | Miejsce    | Czas     | Miejsce  | Czas  | Miejsce |
| ------------------- | --------------------------- | ---------- | ---------- | -------- | -------- | ----- | ------- |
| Miguel Mena         | 200 m st. dowolnym mężczyzn | 53,40      | 55.        | NQ       | NQ       | NQ    | NQ      |
| Dalia Torrez Zamora | 200 m st. motylkowym kobiet | 1:05,81    | 39.        | NQ       | NQ       | NQ    | NQ      |

### Podnoszenie ciężarów
| Zawodnik         | Konkurencja | Rwanie | Rwanie  | Podrzut | Podrzut | Razem | Pozycja |
| Zawodnik         | Konkurencja | Wynik  | Pozycja | Wynik   | Pozycja | Razem | Pozycja |
| ---------------- | ----------- | ------ | ------- | ------- | ------- | ----- | ------- |
| Scarleth Mercado | -53 kg (k)  | 6      | 11.     | 89      | 10.     | 155   | 10.     |